# Odontopera perplexata
Odontopera perplexata là một loài bướm đêm trong họ Geometridae.